# بريان موراي
بريان موراي (بالإنجليزية: Bryan Murray)‏ (و. 1942 – 2017 م) هو مدرب رياضي، ومدير عام كندي، توفي في أوتا، عن عمر يناهز 75 عاماً، بسبب سرطان القولون.
.

## التعليم
تعلم في Macdonald Campus ‏.

## جوائز
حصل على جوائز منها:
- Jack Adams Award [الإنجليزية]‏.

## روابط خارجية
- بريان موراي على موقع HockeyDB.com (الإنجليزية)